# オーメン
『オーメン』（The Omen）は、1976年に製作されたアメリカ合衆国の映画作品。6月6日午前6時に誕生し、頭に「666」のアザを持つ悪魔の子ダミアンを巡る物語。
音楽を担当したジェリー・ゴールドスミスが第49回アカデミー作曲賞を受賞した。
題名の“omen”は一般的な英語で前兆のこと。
『オーメン2/ダミアン』（1978年）、『オーメン/最後の闘争』（1981年）、『オーメン4』（1991年）とシリーズ化され、1976年版をリメイクした同名映画『オーメン』（2006年）も製作された。2016年にはテレビシリーズ化された（Damien）。

## あらすじ
6月6日午前6時、アメリカ人外交官であるロバート・ソーンはローマの産院にて、死産した我が子の代わりに、同時刻に誕生した孤児である男子を妻のキャサリンにも秘密で養子として引き取り、ダミアンと名付ける。
ほどなくして駐英大使に任命され、その後も公私共に順風満帆な生活を送るロバート。
しかし、ダミアンの5歳の誕生日に、乳母が「あなたのためよ」と叫んで首つり自殺をする。ロバートは大使館で記者が群がる中、写真家のジェニングスとぶつかり、カメラを壊してしまう。弁償を申し出るが、ジェニングスは「いいえ、貸しにしておきます」と断る。さらに大使館にローマからやって来たブレナン神父が「奴はあなたの全てを奪う」と意味深な助言を放ち、「ご子息の出産に立ち会った。あれの母親を見た」と告げる。息子を入れ替えた事に対する脅迫だと感じたロバートは神父を追い返す。その後、死んだ乳母の代わりに斡旋所から派遣されたと自称する新しい乳母がやって来る。乳母はダミアンに「そなたを守りに来た」と微笑む。
再びブレナン神父が来て「奴は母親も、お腹の子も殺す。奴は悪魔の子だ。ブーゲンハーゲンに会え」と告げるが、ロバートは全く聞く耳をもたなかった。直後、神父は雷に打たれた教会の塔の落ちてきた避雷針に串刺しにされて死んだ。さらにキャサリンがダミアンの三輪車と衝突し、階下に転落し流産してしまう。
悲しみにくれるロバートの元にジェニングスから連絡が入る。彼のアパートへ出向くと、死んだ乳母と神父の生前の写真には予兆が写っていたと聞かされる。さらに神父の部屋で「5年前の6月6日に彗星の形が2000年前のベツレヘムと同じ形になった」という記事を見つける。ロバートは「本当の息子は死んだ。今の子は誰の子かもわからない」と告白する。協力を申し出るジェニングスだが、ロバートは「これは私の問題だ」と断る。しかしジェニングスは「私の問題でもある」と言い、自身を写した写真を見せる。そこには首に亀裂のような影が写っていた。
2人はダミアンの出生の謎を暴くため、ローマの産院へ向かうが、当時の建物は記録室からの火事で焼け落ちていた。なんとか当時、ダミアンを世話した神父にたどり着き、出生の秘密を問いただす。神父はわずかに動く手でチェルベットと書いた。そこは古い墓地であった。
2人は墓地へ向かい、そこで6月6日に死んだ者の2つの墓があった。母親の墓を開けると、そこには白骨化した山犬の死骸が横たわっていた。ロバートは息子の墓も開けると、頭部に穴の開いた赤子の亡骸が横たわっていた。自分の息子が殺されたと知ったロバートは、入院中のキャサリンにロンドンを離れるように言う。しかし、キャサリンは直後に乳母に突き落とされて死んだ。
ロバートはブーゲンハーゲンに会い、悪魔の子を殺す方法と短剣を受け取る。悪魔の確認方法は「体のどこかに666のあざがある。見当たらない時は髪を切って頭部を確認せよ」と告げられる。しかしロバートは躊躇し、短剣を投げ捨てるが、短剣を拾おうとしたジェニングスが後退するトラックの荷台から滑り飛んだガラス板によって首を飛ばされてしまう。ロバートの迷いは消え、短剣をロンドンへ持ち帰った。ダミアンの髪を切り、頭部に666のあざを発見する。
すると突然、乳母がロバートを殺そうと襲いかかるが、彼はアイスピックで返り討ちにする。ロバートはダミアンを連れ、教会へ車を走らせた。祭壇でダミアンを刺し殺そうとするが、追跡してきた警官に射殺される。ソーン夫妻の葬儀にて、大統領に引き取られたダミアンが墓前で微笑む。

## キャスト
| 役名                 | 俳優                                   | 日本語吹替                       | 日本語吹替                               |
| 役名                 | 俳優                                   | TBS版                            | LD版                                     |
| -------------------- | -------------------------------------- | -------------------------------- | ---------------------------------------- |
| ロバート・ソーン     | グレゴリー・ペック                     | 城達也                           | 城達也                                   |
| キャサリン・ソーン   | リー・レミック                         | 武藤礼子                         | 武藤礼子                                 |
| ジェニングス         | デビッド・ワーナー                     | 仁内達之                         | 坂口芳貞                                 |
| ベイロック夫人       | ビリー・ホワイトロー                   | 来宮良子                         | 来宮良子                                 |
| ダミアン             | ハーヴェイ・スペンサー・スティーヴンス | 吉田理保子                       | 菅谷政子                                 |
| ブレナン神父         | パトリック・トラウトン                 | 大木民夫                         | 島宇志夫                                 |
| スピレット神父       | マーティン・ベンソン                   | 藤城裕士                         | 千葉耕市                                 |
| 僧                   | ロバート・リエッティ                   |                                  | 嶋俊介                                   |
| 精神科医             | ジョン・ストライド                     | 千田光男                         | 峰恵研                                   |
| ベッカー医師         | アンソニー・ニコルズ                   | 村松康雄                         | 北村弘一                                 |
| ナニー               | ホリー・パランス                       |                                  | 山田栄子                                 |
| 記者                 | ロイ・ボイド                           |                                  | 池水通洋                                 |
| 尼僧                 | フレダ・ダウィ                         |                                  | 好村俊子                                 |
| ホートン夫人         | シーラ・レイナー                       |                                  | 竹口安芸子                               |
| ホートン             | ロバート・マクロード                   |                                  | 広瀬正志                                 |
| ブーゲンハーゲン     | レオ・マッカーン                       | 飯塚昭三                         | 金井大                                   |
| 不明 その他          | N/A                                    | 佐久間あい 久保田民絵 仲木隆司   | 花咲きよみ 屋良有作 池田勝 村松康雄      |
| 日本語版制作スタッフ |                                        |                                  |                                          |
| 演出                 | N/A                                    | 山田悦司                         | 伊達渉                                   |
| 翻訳                 | N/A                                    |                                  | 佐藤一公                                 |
| 調整                 | N/A                                    | 杉原日出弥                       |                                          |
| プロデューサー       | N/A                                    | 熊谷国雄                         |                                          |
| 制作                 | N/A                                    | トランスグローバル               | 東北新社                                 |
| 解説                 | N/A                                    | 荻昌弘                           | N/A                                      |
| 初回放送             | N/A                                    | 1979年2月12日 『月曜ロードショー | 1981年発売の LDに収録。 品版・FY502-26MA |

- LD版はiTunes Storeでの配信に使用。2023年に、スターチャンネル3にて放送[4]。

## スタッフ
- 監督：リチャード・ドナー
- 製作：ハーヴェイ・バーンハード
- 脚本：デヴィッド・セルツァー
- 製作総指揮：メイス・ニューフェルド
- 撮影：ギルバート・テイラー
- 音楽：ジェリー・ゴールドスミス
- 編集：スチュアート・ベアード
- 特殊視覚効果：ジョン・リチャードソン

## 評価
レビュー・アグリゲーターのRotten Tomatoesでは52件のレビューで支持率は85%、平均点は7.20/10となった。Metacriticでは11件のレビューを基に加重平均値が62/100となった。

## 作品解説
- オリジナルのシナリオが原作で、低予算でもアイディアで面白くできる内容を意図していた。シナリオを基に小説化され、アメリカで263万部のベストセラーとなった。20世紀フォックスのアラン・ラッド・ジュニア社長から、続編を作れるようにラストシーンを変更するよう進言され、既に撮影し終わっていたが、撮影しなおす追加の予算を出すとまで言われたので従ったと、製作者はDVDのコメンタリで述べている。公開後は大ヒット作品となり、三部作としてシリーズ化することを前提に、続編も製作された。第4作「オーメン4」は、日本では劇場公開されたが、元々はテレビドラマとして製作された作品である。「オーメン4」は小説としても出版されており、映像版と比べ、前作の道理にかなったストーリーとなっている。
- 撮影監督は後に「スター・ウォーズ」を担当するギルバート・テイラー。構図の素晴らしさは、本作でも随所に見受けられる。
- 音楽を担当したのは、ジェリー・ゴールドスミス。リチャード・ドナーたっての希望で実現した。本作はゴールドスミスに生涯唯一のオスカー受賞をもたらした。ゴールドスミスのギャラは2万5000ドルだった。
- ダミアンが三輪車に乗ってリー・レミックに衝突するまでのプロセスは、メトロノームを使用して編集された。この転落シーンの床は、リー・レミックが実際の転落を断ったため、壁を床に見立て、リー・レミックはドリーに乗って回転し、本当に落下しているかのような効果的なシーンとなった。この落下シーンで散乱する金魚たちは赤く塗ったイワシである。ドナーによると「映画によって魚が命を落とすことはない」とのこと。
- ダミアンの名前は当初の脚本では「ダムリン」だったが、脚本家デヴィッド・セルツァーの妻の提案によって改変された。
- 監督のドナーは「事件の現象は単なる偶然かもしれない。他人に唆されて自分の息子に剣を突き立てる父親がどこにいようか」と発言、単なるアンチキリスト映画ではないとしている。
- ラストシーンでのダミアンの不気味な微笑みは、本来はNG相当だった。ドナーは「絶対に笑うな」と演出したが、ハーヴェイ・スペンサー・スティーヴンスは笑ってしまった。しかし、これが予想外に出来がよく採用された。
- 2006年には第一作のリメイク版が公開された。
- 「666」は新約聖書のヨハネの黙示録において“獣の数字”とされる。

## 不吉なエピソード
- 主役を演じるグレゴリー・ペックの息子（長男ジョナサン）は、映画がクランクインする数か月前の1975年6月25日に自宅で死亡しているのが発見された。拳銃で自殺したとされている[7][8][9]。
- 1975年9月、ペックは撮影のためロンドンへ飛行機で移動中に空中で落雷に襲われた。その直後、製作総指揮のメイス・ニューフェルドもロサンゼルスへの飛行中に落雷に襲われた[7][8][9][10]。
- 撮影のため飛行機をチャーターした際、土壇場で別の機体に振り替えられた。一行が乗るはずだった元の機体は別の団体用に貸し出されたが、離陸に失敗して墜落し、全員が死亡した[7][9]。
- ロンドンでの撮影中、メイス・ニューフェルドが滞在していたホテルでIRAの爆弾テロが起きた。彼は偶然にも無事だった[10]。
- ロンドンでペックたちが夕食を取る予定の店が、同じくIRAの爆弾テロに見舞われた。その日のペックとヴェロニク夫人は、たまたま土壇場でキャンセルしたため、辛くも難を逃れた[8][10]。
- リチャード・ドナー監督が宿泊していたホテルも、またもやIRAに爆破されたが、ドナーは無事だった[8]。
- プロデューサーのハーヴェイ・バーンハードもローマでロケ中に落雷に襲われ、機材が被害に遭わないように対策をする必要があった[7][8][9][10]。
- 動物園のヒヒがダミアンと母親を攻撃するシーンのロケ撮影をした翌日、そのヒヒの飼育係がトラに襲われて死亡した[7][9][10]。
- 犬の撮影中、ロットワイラーが突然凶暴になり、スタントマンの保護具に噛みついて怪我を負わせそうになり、調教師でも制止することができなかった[7][10]。
- さらにスタントマンのアルフ・ジョイントは、オーメンの撮影が終わって1年も経たないうち、次の仕事場であるオランダのアーネム近郊に造られた「遠すぎた橋」のセットで、建物から落下した際にクッションを逃して重傷を負った。「当時、自分の近くには誰もいなかったにもかかわらず、誰かに押された感じがした」とジョイントは語った[11]。
- 1976年8月13日の金曜日、特殊視覚効果を担当していたジョン・リチャードソンは、オランダのラールテにほど近いN348号線の路上で対向車と激突した。リチャードソンも次の仕事である「遠すぎた橋」に関わっていた。車は完全に破壊され、彼自身は一時意識を失ったものの軽傷で助かったが、助手席に同乗していた妻のリズ・ムーアは事故で窓から飛んできたタイヤホイールに首を切断され悲劇的な死を遂げた。後に英国のテレビ番組でリチャードソンは、事故の直前に「3つの666」と「オメン（Ommen）」と示された道路標識を見てショックを受けたと述べた（事故現場のやや手前、N348号線とN35号線の交差点付近に66.6kmのキロポストと、オンメンの方向を示す標識は実在する）[7][9][10][11]。事故の日は76年6月6日の映画公開から66日が経過した最初の13日かつ金曜日であった。

このような不吉な出来事が頻発したため、タブロイド紙を大いに騒がせた。

## シリーズ作品
1. 『オーメン』（The Omen、1976年）
2. 『オーメン2/ダミアン』（Damien: Omen II、1978年）
3. 『オーメン/最後の闘争』（Omen III: The Final Conflict、1981年）
4. 『オーメン4』（Omen IV: The Awakening、1991年）
5. リメイク版『オーメン』（The Omen、2006年）（R-15指定）
6. テレビシリーズ『オーメン』（Damien、2016年）。
7. 『オーメン:ザ・ファースト』（The First Omen、2024年）第1作の前日譚を描く。